# Official Downloads Chart
L'Official Download Chart è la classifica ufficiale dei singoli e degli album più venduti in formato digitale nel Regno Unito, attiva dal 26 giugno 2004. Le due classifiche sono stilate e pubblicate settimanalmente dalla Official Charts Company.